# Сёстры — миссионерки любви

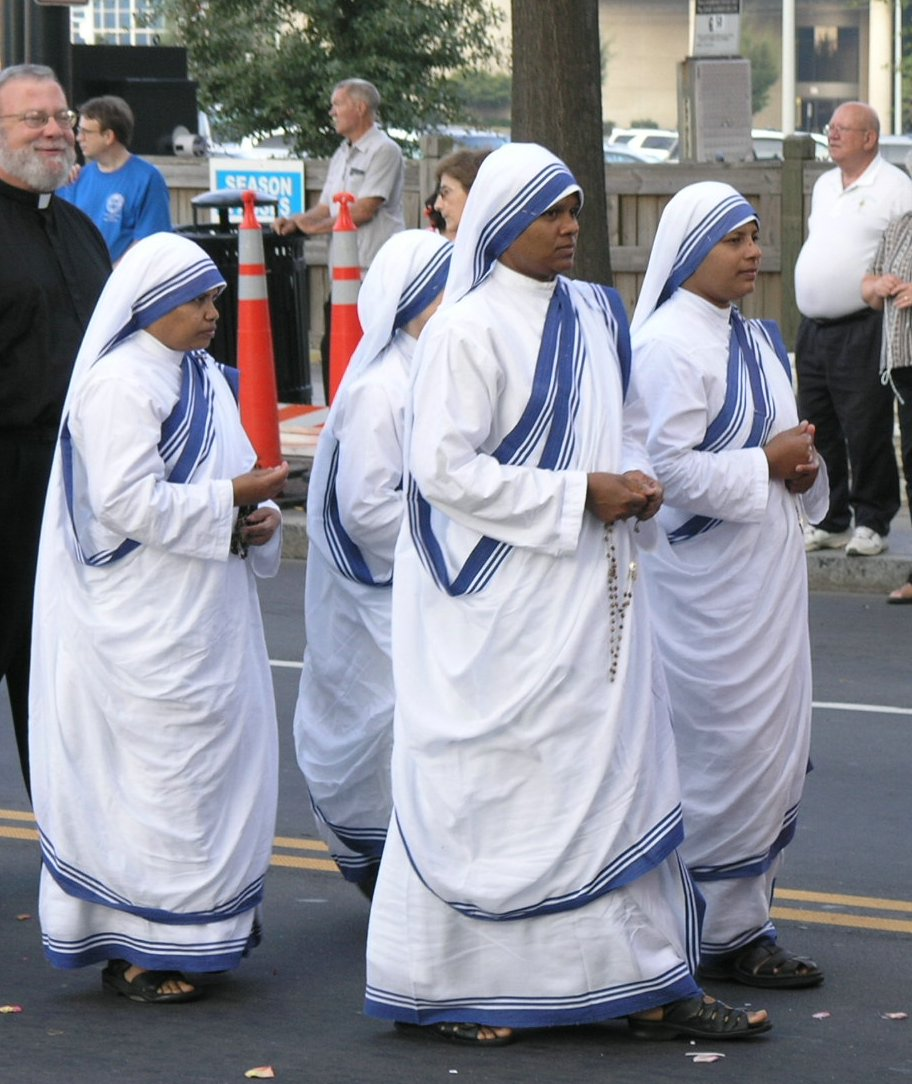
Сёстры матери Терезы

Сёстры — миссионерки любви, или Сёстры матери Терезы (лат. Congregatio Sororum Missionarium Caritatis, аббревиатура конгрегации — MC), — католическая монашеская конгрегация, основанная в 1950 году матерью Терезой.

## История
Конгрегация «Сёстры — миссионерки любви» была основана Матерью Терезой в Калькутте, Индия. Целью её основания стала благотворительная деятельность среди обездоленных жителей Калькутты, вне зависимости от их вероисповедания и национальности.
7 октября 1950 года архиепископ Калькутты Фердинанд Периер (SJ) издал указ, разрешающий благотворительную деятельность конгрегации, основанной блаженной матерью Терезой из Калькутты. Первое время конгрегация действовала по принципам епархиального права. Через некоторое время деятельность конгрегации распространилась за пределы Индии и 1 февраля 1965 года Римский Папа Павел VI придал конгрегации понтификальный статус (то есть конгрегация уже могла действовать согласно Каноническому праву Католической церкви во всём мире).
Сначала монахини конгрегации работали среди самых обездоленных жителей Калькутты, но Мать Тереза стала обращаться к азиатским католическим епископам с просьбой открывать новые монашеские дома в различных городах Индии, а потом и в других частях Азии. В настоящее время конгрегация насчитывает около четырёх тысяч монахинь, работающих во многих странах мира, особенно в бедных странах и там, где происходят различные катаклизмы и катастрофы. Монахини собирают на улицах городов бедных людей, чтобы оказать им различную материальную помощь, основывают дома милосердия, где ухаживают за бездомными и больными.
К 1996 году конгрегация имела 400 отделений в 111 странах мира, 700 домов милосердия в 120 странах мира, регулярно оказывала продовольственную помощь 500 тыс. семей, оказывала медицинскую помощь 250 тыс. человек в организованных при отделениях ордена лечебницах, лепрозориях, клиниках для больных СПИДом. В школах при отделениях ордена обучалось 20 тыс. детей. Деятельность ордена финансируется за счёт пожертвований, поступающие от частных лиц, компаний, общественных и международных организаций, государственных органов. По неофициальным оценкам, её годовой бюджет составляет $10-50 млрд.
На 2020 год в конгрегации было 5167 монахинь в 139 странах мира.

## Духовная жизнь
Монахини конгрегации «Сёстры — миссионерки любви» приносят четыре обета: послушания, милосердия, бедности и служения беднейшим из бедных. Согласно уставу, написанному Матерью Терезой, они должны жить, подобно их подопечным, в совершенной нищете.
Формация желающих вступить в конгрегацию состоит из трёх этапов. Первый год пребывания в конгрегации называется аспирантурой, следующие два года имеет название постулат. Через шесть лет постулата приносятся временные монашеские обеты на один год. Перед принесением вечных монашеских обетов монахини проходят так называемый терциат, который длится один год. Монашеские обеты приносятся в конгрегации дважды в год: 24 мая в день Девы Марии Помощницы христиан и 8 декабря в торжество Непорочного зачатия Пресвятой Девы Марии.
Национальный состав монахинь разнообразен, общим языком конгрегации является английский язык.
Монахини носят специфический хабит, нехарактерный для остальных женских католических монашеских орденов и конгрегаций, который подобен индийскому сари.
В 2005 году конгрегация насчитывала 4961 монахиню и 737 обителей в 121 стране.

## В России
В 1988-1989 годах Орден милосердия открыл отделения в СССР (в Москве, Ереване, Спитаке).
В России общины сестёр Матери Терезы находятся в Москве, Санкт-Петербурге, Нальчике, Перми, Томске, Новосибирске. 
В сентябре 2011 года по решению Арбитражного суда г. Москвы была снесена как самовольная постройка здание на 3-й Парковой улице, в котором около двадцати лет находился приют для бездомных, руководимый монахинями.

## Список генеральных настоятельниц
- святая Мать Тереза (1950—1997)
- сестра Нирмала Джоши (1997—2009)
- сестра Мария Према Перик (2009—н. в.)